# Кернозя (гміна)
Гміна Кернозя (пол. Gmina Kiernozia) — місько-сільська гміна у центральній Польщі. Належить до Ловицького повіту Лодзинського воєводства.
Станом на 31 грудня 2011 у гміні проживало 3591 особа.

## Площа
Згідно з даними за 2007 рік площа гміни становила 76.03 км², у тому числі:
- орні землі: 89.00%
- ліси: 4.00%

Таким чином, площа гміни становить 7.70% площі повіту.

## Населення
Станом на 31 грудня 2011:
| Опис     | Загалом | Загалом | Чоловіки | Чоловіки | Жінки | Жінки |
| -------- | ------- | ------- | -------- | -------- | ----- | ----- |
| одиниця  | осіб    | %       | осіб     | %        | осіб  | %     |
| все      | 3591    | 100     | 1781     | 49.60    | 1810  | 50.40 |
| міське   | 0       | 100     | 0        |          | 0     |       |
| сільське | 3591    | 100     | 1781     | 49.60    | 1810  | 50.40 |

## Сусідні гміни
Гміна Кернозя межує з такими гмінами: Жихлін, Здуни, Ілув, Коцежев-Полудньови, Пацина, Санники, Хонсно.